# Kiviuq (maan)
Kiviuq is een natuurlijke maan van de planeet Saturnus. Haar ontdekker is Brett Gladman, die haar de voorlopige naam S/2000 S5 toewees. Uiteindelijk werd de maan genoemd naar Kiviuq, een figuur uit de inuitmythologie. De maan heeft een doorsnede van 16 kilometer en draait in 449 dagen rond Saturnus.